# 旧制中等教育学校の一覧 (奈良県)
奈良県における旧制中等教育学校の一覧（きゅうせいちゅうとうきょういくがっこうのいちらん）とは、学制改革前（第二次世界大戦前）の奈良県内での旧学制の中等教育学校をまとめた一覧である。

## 旧制中学校

### 公立
- 奈良師範学校郡山予備校（1876年） ⇒ 堺県師範学校分局郡山学校（1876年） ⇒ 大阪府立堺師範学校分校郡山学校（1881年） ⇒ 大阪府立郡山中学校（1881年）⇒ 奈良県郡山尋常中学校（1887年） ⇒ 奈良県尋常中学校（1893年） ⇒ 奈良県立郡山中学校（1901年） ⇒《新制》奈良県立郡山高等学校
  - 大阪府立吉野尋常中学校 ⇒ 奈良県吉野尋常中学校 ⇒（奈良県尋常中学校）
  - 寧楽書院小学教員伝習所 ⇒ 奈良県師範学校奈良師範学校 ⇒ 堺県師範学校分局奈良学校 ⇒ 堺県師範学校分局奈良学校中学科 ⇒（大阪府立郡山中学校と合併）
  - 大阪府立芝村中学校 ⇒（大阪府立郡山中学校と合併）
- 奈良県尋常中学五條分校（1896年）⇒ 奈良県郡山中学五條分校（1899年）⇒ 奈良県五條中学校（1899年）⇒ 奈良県立五條中学校（1901年）⇒《新制》奈良県立五條高等学校
- 奈良県尋常中学畝傍分校（1896年）⇒ 奈良県畝傍中学校（1899年）⇒ 奈良県立畝傍中学校（1901年）⇒《新制》奈良県立畝傍高等学校
- 文武館（1864年）⇒ 私立中学文武館（1900年）⇒ 十津川中学文武館（1920年）⇒ 奈良県立十津川中学文武館（1942年）⇒《新制》奈良県立十津川高等学校
- 奈良県立宇陀中学校（1923年）⇒《新制》奈良県立宇陀高等学校 ⇒（1948年：統合）奈良県立大宇陀高等学校 ⇒（2022年：統合）奈良県立宇陀高等学校
- 奈良県立奈良中学（1924年）⇒《新制》奈良県立奈良高等学校

### 私立
- 天理教校（1900年）⇒ 天理中学校（1908年）⇒《新制・統合》天理高等学校
- 南都正強中学校（1925年）⇒《新制》正強学園高等学校 ⇒ 奈良大学附属高等学校（1996年）
- 金鐘中学校（1926年）⇒《新制》金鐘高等学校（定時制）⇒ 東大寺学園中学校・高等学校（1963年）
- 帝塚山中学校（1941年）⇒《新制》帝塚山中学校・高等学校

## 高等女学校

### 官立
- 奈良県立奈良高等女学校（1896年）⇒ 奈良女子高等師範学校附属高等女学校（1911年）⇒《新制》奈良女子高等師範学校附属中学校・高等学校 ⇒ 奈良女子大学奈良女子高等師範学校附属中学校・高等学校 ⇒ 奈良女子大学文学部附属中学校・高等学校（1952年）⇒ 奈良女子大学文学部附属中等教育学校（2000年）⇒ 奈良女子大学附属中等教育学校（2004年）

### 公立
- 奈良県立桜井高等女学校（1904年）⇒《新制》奈良県立桜井高等学校
- 奈良県宇智郡五條町外八ヶ村組合立宇智郡女子手芸学校（1903年）⇒ 奈良県宇智郡五條町外八ヶ村組合立五條実業学校 ⇒ 五條町立五條実業学校 ⇒ 五條町立五條実科高等女学校 ⇒ 五條町立五條高等女学校（1916年）⇒ 宇智郡立五條高等女学校 ⇒ 奈良県立五條高等女学校 ⇒《新制》奈良県立宇智高等学校 ⇒（1948年：統合）奈良県立五條高等学校
- 郡山町立実科高等女学校（1911年）⇒ 奈良県郡山高等女学校（1920年）⇒《新制》郡山町立郡山城東高等学校 ⇒（1948年：統合）奈良県立郡山高等学校
- 北葛城郡立奈良県高田高等女学校（1920年）⇒ 奈良県立高田高等女学校 ⇒《新制》奈良県立高田高等学校
- 南葛城郡御所町外十一ヵ村組合立御所女子技芸学校（1904年）⇒ 南葛城郡立御所高等女学校（1921年）⇒ 奈良県立御所高等女学校 ⇒《新制》奈良県立御所高等学校⇒ 奈良県立青翔中学校・高等学校（2004年）
- 奈良県立宇陀高等女学校（1923年）⇒《新制》奈良県立榛原高等学校 ⇒（統合）奈良県立榛生昇陽高等学校 ⇒（2022年：統合）奈良県立宇陀高等学校
- 奈良県立吉野高等女学校（1923年）⇒《新制》奈良県立吉野高等学校 ⇒ 奈良県立大淀高等学校 ⇒（2021年：統合）奈良県立奈良南高等学校
- 奈良市立奈良高等女学校（1941年）⇒《新制》奈良市立高等学校 ⇒（1948年：統合）奈良県立奈良高等学校
- 田原本実科高等女学校（1933年）⇒ 田原本高等女学校 ⇒《新制・統合》奈良県立磯城農業高等学校 ⇒ 奈良県立田原本高等学校 ⇒ 奈良県立田原本農業高等学校 ⇒（2005年：統合）奈良県立磯城野高等学校
- 奈良県畝傍実科高等女学校（1925年）⇒（1927年：廃校）

### 私立
- 天理女学校（1920年）⇒ 天理高等女学校（1923年）⇒《新制・統合》天理高等学校
- 私立育英女学校（1916年）⇒ 奈良育英高等女学校（1944年）⇒《新制》奈良育英中学校・高等学校

## 実業学校
農学校
農学校#近畿地方も参照
- 添上郡立農林学校本校（1906年：添上郡東市村）、同分校（1906年：添上郡柳生村）⇒（1909年：本校が改称）添上郡立第一農林学校、（1909年：分校が改称）添上郡立第二農林学校 ⇒（1921年：両校を統合、添上郡櫟本町へ移転）添上郡立奈良県添上農学校 ⇒（1923年：県立に移管）奈良県立添上農学校 ⇒《新制》奈良県立添上農業高等学校 ⇒ 奈良県立添上高等学校（1948年）
- 奈良県立奈良商業学校（1921年）⇒（1946年：統合）奈良県立奈良商工学校 ⇒《新制》奈良県立奈良商工高等学校 ⇒（1967年：分離）奈良県立奈良商業高等学校 ⇒（2007年：統合）奈良県立奈良朱雀高等学校 ⇒ 奈良県立奈良商工高等学校（2021年）
- 奈良県立奈良工業学校（1944年）⇒（1946年：統合）奈良県立奈良商工学校 ⇒《新制》奈良県立奈良商工高等学校 ⇒（1967年：分離）奈良県立奈良工業高等学校 ⇒（2007年：統合）奈良県立奈良朱雀高等学校 ⇒ 奈良県立奈良商工高等学校（2021年）
- 農村青年修練場豊農塾（1935年）⇒ 組合立山辺農学校（1946年）⇒《新制》奈良県立山辺農業高等学校 ⇒ 奈良県立山辺高等学校（1948年）
- 奈良県生駒郡立農学校（1906年）⇒ 奈良県立生駒農学校 ⇒ 奈良県立郡山園芸学校 ⇒ 奈良県立郡山農学校 ⇒《新制》奈良県立郡山農業高等学校 ⇒（1948年：統合）奈良県立郡山高等学校
- 奈良県立磯城農学校（1923年）⇒《新制・統合》奈良県立磯城農業高等学校 ⇒ 奈良県立田原本高等学校 ⇒ 奈良県立田原本農業高等学校 ⇒（2005年：統合）奈良県立磯城野高等学校
- 奈良県染色講習所（1889年）⇒ 奈良県染織講習所（1900年）⇒ 奈良県立工業学校（1901年）⇒ 奈良県立御所工業学校（1924年）⇒《新制》奈良県立御所工業高等学校 ⇒（2007年：統合）奈良県立御所実業高等学校
- 奈良県立農林学校（1902年）⇒ 奈良県立吉野林業学校（1923年）⇒《新制》奈良県立吉野林業高等学校（1948年）⇒ 奈良県立川上高等学校（1948年）⇒ 奈良県立吉野林業高等学校（1958年）⇒（1978年：統合）奈良県立吉野高等学校 ⇒（2021年：統合）奈良県立奈良南高等学校
- 吉野実業学校（1904年）⇒《新制》奈良県立吉野工業高等学校（1948年）⇒ 奈良県立吉野高等学校（1948年）⇒ 奈良県立吉野工業高等学校（1956年）⇒（1978年：統合）奈良県立吉野高等学校 ⇒（2021年：統合）奈良県立奈良南高等学校

## その他
- 金鐘中等学校 ⇒ 金鐘中等校 ⇒ 金鐘高等学校 ⇒ 東大寺学園高等学校
- 南部正強中学 ⇒ 奈良県正強中学校 ⇒ 奈良正強高等学校 ⇒ 奈良大学附属高等学校
- 私立天理青年訓練所 ⇒ 私立天理青年訓練所中等夜間部 ⇒ 天理中等学校 ⇒ 天理中学校夜間部 ⇒ 天理高等学校定時制